# Auro & Clemt
Auro & Clemt fue una banda de rock dominicano, formada en Santo Domingo en el año 2001 por Auro Sónico (Voz), Fernando Larrama (Bajo), Jonny Kmaleonic (Guitarra) y Boly Lingo (Batería). Esta banda obtuvo numerosos éxitos y reconocimientos en el país, ganando en 2006 el premio a Mejor Grupo de Rock en los Premios Casandra. Desde la primera aparición la banda creó controversia, por su imagen, su temática y su puesta en escena, logrando adeptos y detractores. A finales de 2009 la agrupación toma un receso que se dilata por años. En 2013 en un nuevo intento de rehacer Auro & Clemt, Auro escribe nuevos temas de un corte más oscuro, lanzan el sencillo “La Soledad” de gran aceptación y empiezan a tocar logrando elevar el público. Por diferentes motivos la agrupación no tiene la misma solidez interna y queda en pasividad.
- Datos: Q28503190